# آرثر ديكسون (سياسي)
آرثر ديكسون (بالإنجليزية: Arthur Dixon)‏ هو سياسي أمريكي، ولد في 27 مارس 1837 في مقاطعة فيرماناغ في المملكة المتحدة، وتوفي في 26 أكتوبر 1917. حزبياً، نشط في الحزب الجمهوري.